# Суперкубок Малайзії з футболу 2014
Суперкубок Малайзії з футболу 2014  — 29-й розіграш турніру. Матч відбувся 17 січня 2014 року між чемпіоном Малайзії клубом Лайонс XII та володарем кубка Малайзії клубом Паханг.
| Володар Суперкубка Малайзії 2014 |
| -------------------------------- |
|                                  |
| Паханг Перший титул              |

## Матч

### Деталі
| 17 січня 2014 14:45 (EEST) |

| Паханг    | 1:0      | Лайонс XII |
| --------- | -------- | ---------- |
| Конті 57' | Протокол |            |

| Дарул Макмур, Куантан |